# Trivolzio
Trivolzio (Trivóls in dialetto pavese) è un comune italiano di 2 440 abitanti della provincia di Pavia in Lombardia. Si trova nel Pavese nordoccidentale, a breve distanza dalla riva sinistra del Ticino.

## Storia
Sede di un'antica pieve della diocesi di Pavia da cui dipendevano i centri vicini (come Marcignago, Bereguardo ecc.), è noto dal XII secolo come Trivulcium. Apparteneva alla Campagna Soprana pavese, ed era compreso nella squadra (podesteria) di Marcignago. Ebbe signori locali, i Trivulzio che divennero una delle maggiori casate milanesi (cfr. Gian Giacomo Trivulzio). Il feudo di Trivolzio (comprendente anche Trovo, Molino Vecchio di Marcignago e Torrino di Battuda), appartenne ai Grugni passando per matrimonio nel XVIII secolo ai conti Rusca o Rusconi.

### Simboli
Lo stemma e il gonfalone sono stati concessi con DPR del 2 gennaio 1993.
Il gonfalone è un drappo di giallo.

## Monumenti e luoghi d'interesse
- Chiesa parrocchiale
- Palazzo Rusca[6]

## Società

### Evoluzione demografica
Abitanti censiti